# Délégation du gouvernement dans la communauté de Madrid
La délégation du gouvernement dans la communauté de Madrid est un organe du ministère de la Politique territoriale. Le délégué représente le gouvernement de l'Espagne dans la communauté de Madrid.

## Structure

### Siège

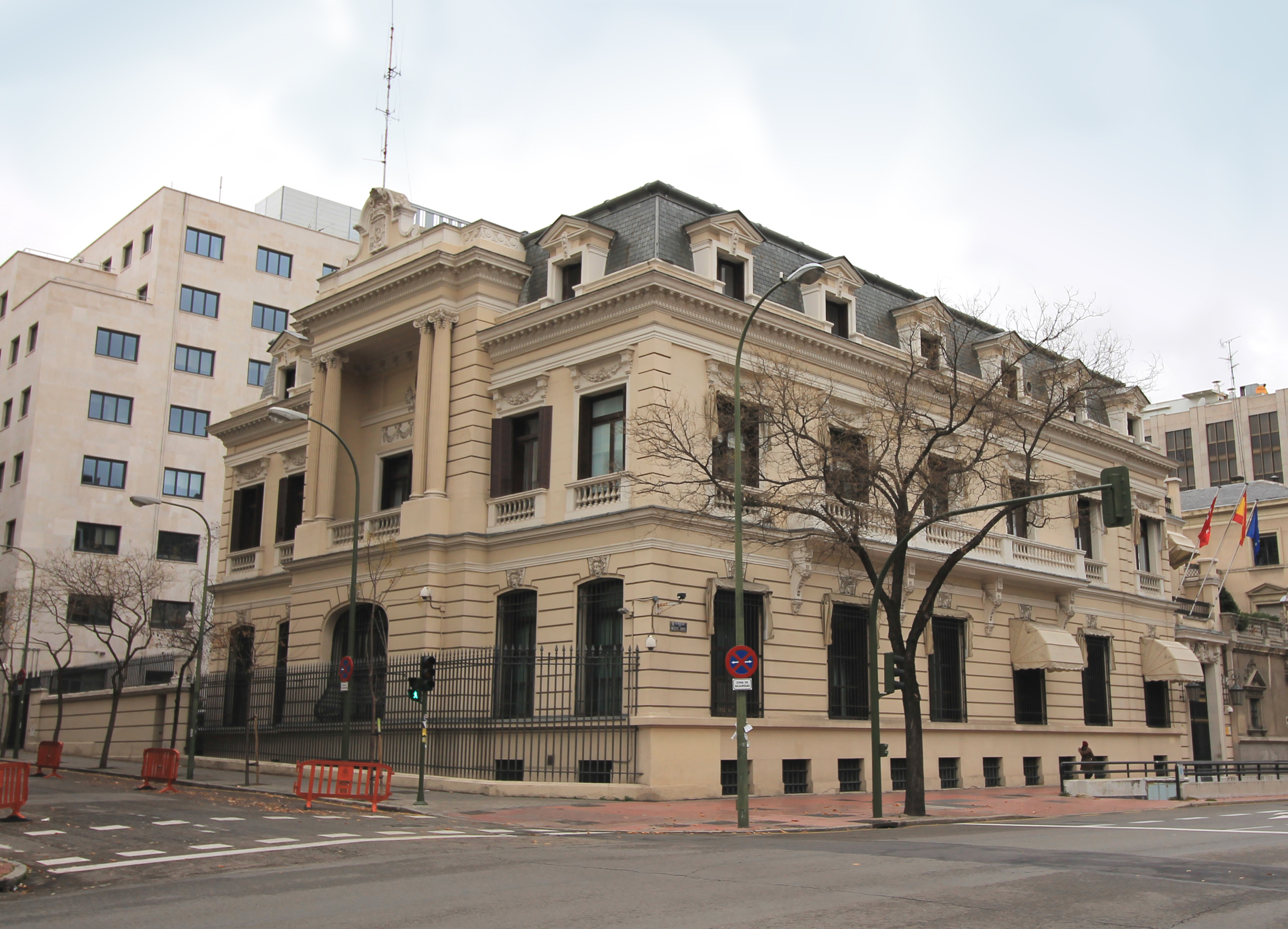
Le palais de Borghetto, siège de la délégation du gouvernement.

Le siège de la délégation du gouvernement dans la communauté de Madrid se situe au palais de Borghetto, situé à Madrid, au 25 de la rue Miguel Ángel dans le quartier d'Almagro situé dans le district de Chamberí. L'édifice construit entre 1913 et 1919 par l'architecte Ignacio de Aldama Elorz est d'abord la résidence des marquis de Borghetto puis le siège de l’ambassade du Japon en Espagne jusqu'en 1953. À cette date, il est acquis par la députation provinciale de Madrid qui y siège à partir de 1956. Il est le siège de la délégation depuis 1986.

### Sous-délégation
Le délégué du gouvernement dans la communauté de Madrid est assisté d'un sous-délégué du gouvernement avec lequel il partage des fonctions de l'administration périphérique de l'État.
- sous-délégation du gouvernement à Madrid (Calle Miguel Ángel, 25, 28071- Madrid).

## Titulaires
| Délégués | Délégués                            | Dates du mandat | Dates du mandat | Parti |
| -------- | ----------------------------------- | --------------- | --------------- | ----- |
|          | José María Rodríguez Colorado       | 25/07/1984      | 27/10/1986      | PSOE  |
|          | Ana María de Vicente-Tutor Guarnido | 27/10/1986      | 16/04/1991      | PSOE  |
|          | Segismundo Crespo Valera            | 16/04/1991      | 24/12/1992      | PSOE  |
|          | Miguel Solans                       | 28/12/1992      | 31/07/1993      | PSOE  |
|          | Arsenio Lope Huerta                 | 02/08/1993      | 10/12/1994      | PSOE  |
|          | Pilar Lledó                         | 10/12/1994      | 18/05/1996      | PSOE  |
|          | Pedro Núñez Morgades                | 18/05/1996      | 13/05/2000      | PP    |
|          | Francisco Javier Ansuátegui Gárate  | 13/05/2000      | 24/04/2004      | PP    |
|          | Constantino Méndez                  | 24/04/2004      | 13/05/2006      | PSOE  |
|          | Soledad Mestre                      | 17/05/2006      | 28/04/2009      | PSOE  |
|          | Amparo Valcarce                     | 28/04/2009      | 02/04/2011      | PSOE  |
|          | María Dolores Carrión Martín        | 02/04/2011      | 14/01/2012      | PSOE  |
|          | Cristina Cifuentes                  | 14/01/2012      | 11/04/2015      | PP    |
|          | Concepción Dancausa                 | 11/04/2015      | 19/06/2018      | PP    |
|          | José Manuel Rodríguez Uribes        | 19/06/2018      | 13/04/2019      | PSOE  |
|          | María Paz García Vera               | 13/04/2019      | 12/02/2020      | PSOE  |
|          | José Manuel Franco                  | 12/02/2020      | 31/03/2021      | PSOE  |
|          | Mercedes González                   | 31/03/2021      | 29/03/2023      | PSOE  |
|          | Fran Martín Aguirre                 | 29/03/2023      | En fonction     | PSOE  |